# Сардона
46°55′0″ пн. ш. 9°15′0″ сх. д. / 46.91667° пн. ш. 9.25000° сх. д.

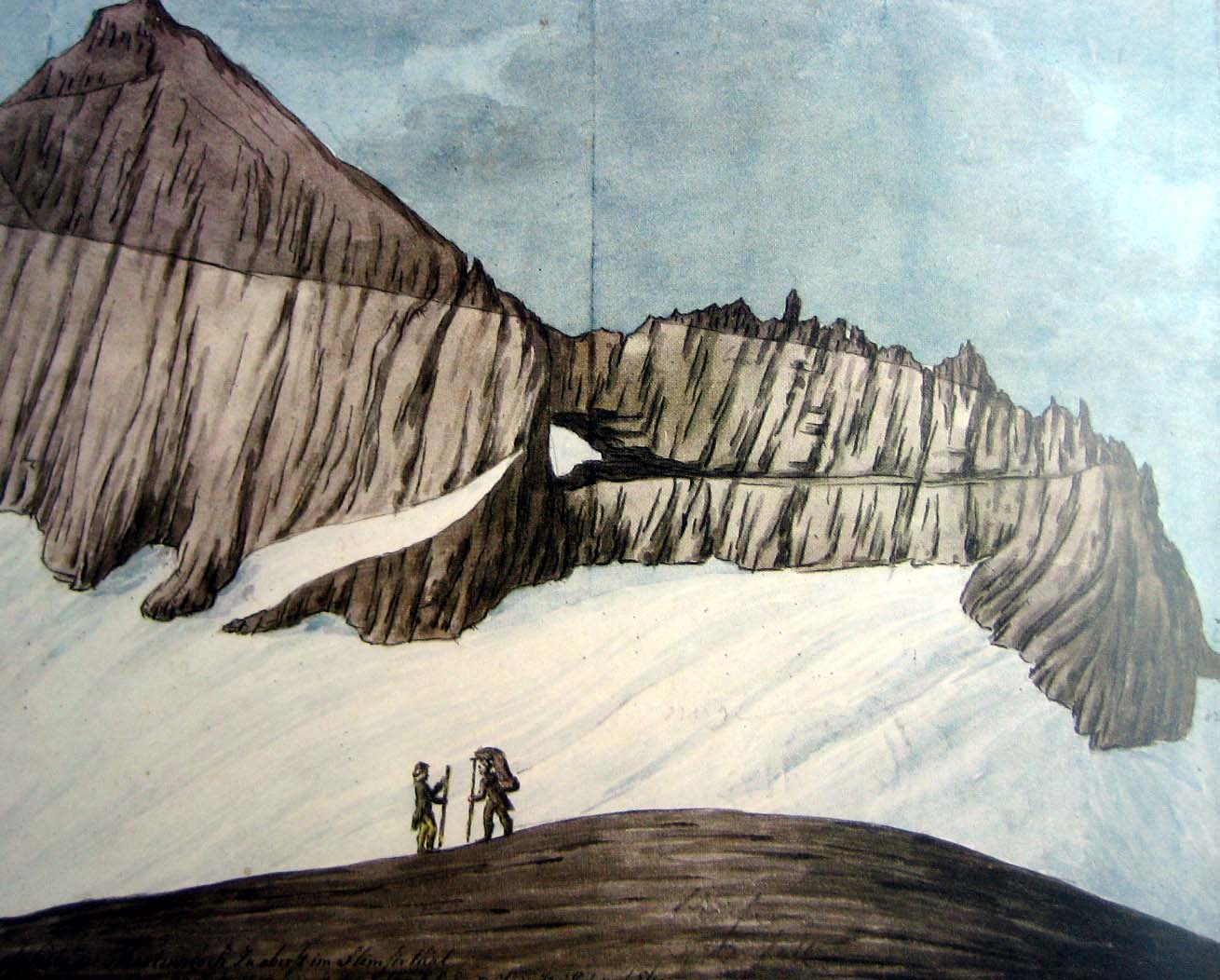
Гларнський насув та Мартінслох («діра Мартіна»), яскравіша сторона, акварель Ганса Конрада Ешера фон дер Лінта

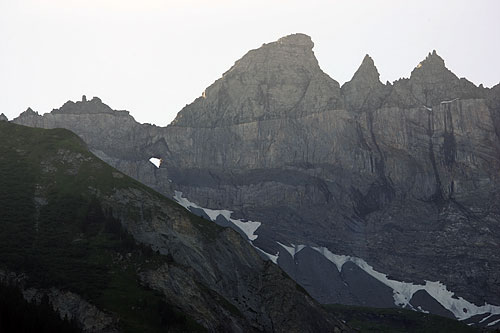
Гларнський насув на Чінгельхорнах, вид від Ельму

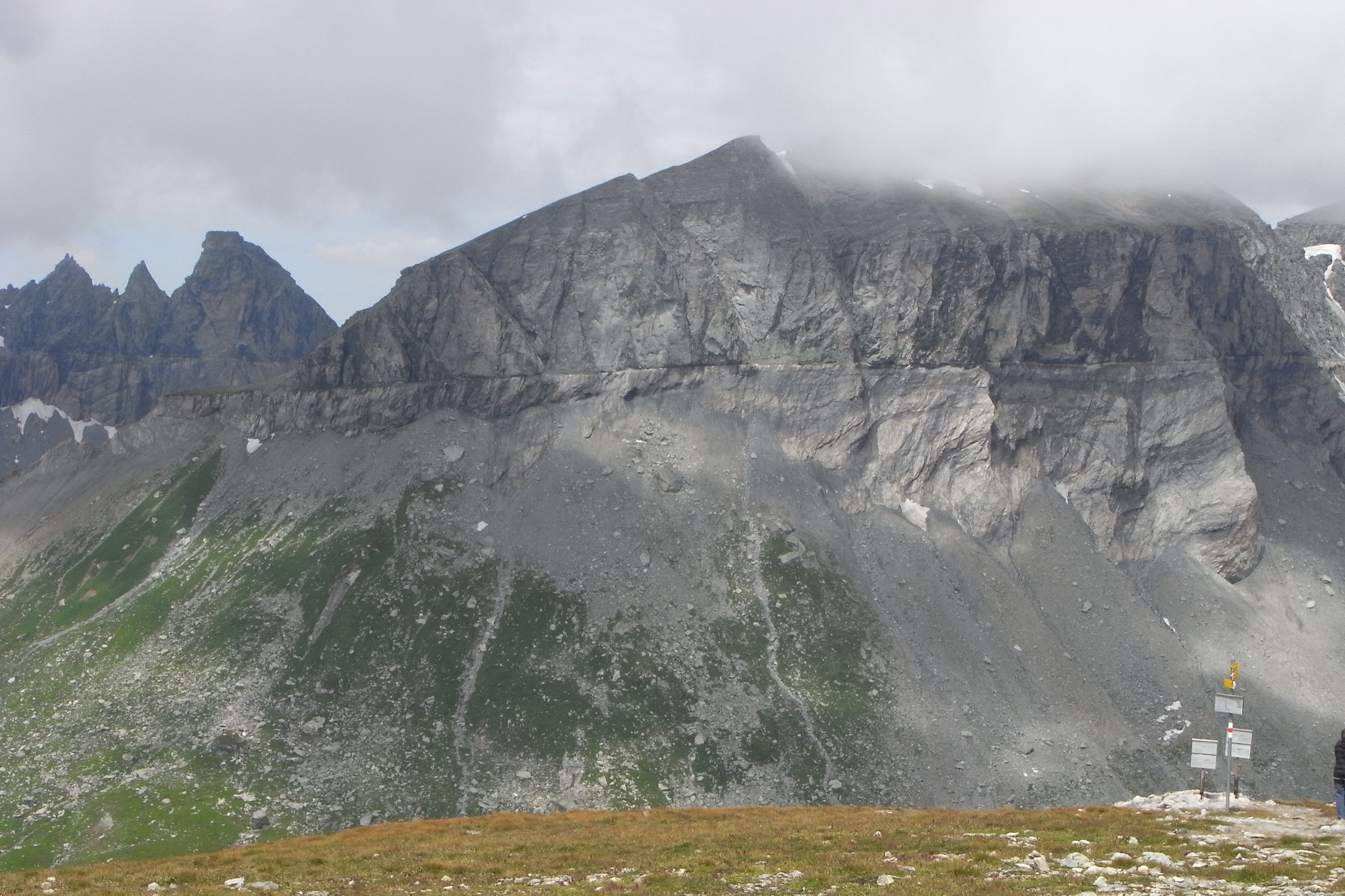
Гларнський насув на Атласі (справа) та Чінгельхорнах (зліва)

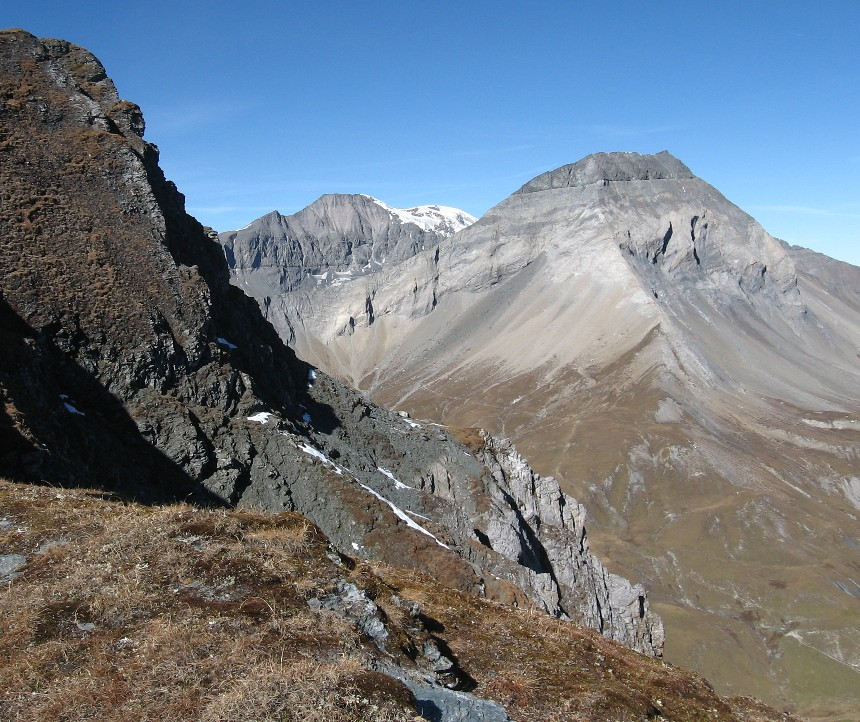
Гларнський насув на Пііц Долф (справа) та Піц Сегнас (зліва), а також на передньому плані на Філь де Кассон

Гларнський головний насув (нім. Glarner Hauptüberschiebung) або тектонічна арена Сардона (італ. L'arena tettonica di Sardona) — один з найвідоміших геотопів Гларнських Альп у швейцарських кантонах Гларус, Граубюнден та Санкт-Галлен.
Гларнський насув утворився, коли внаслідок тектоніки плит старіший пласт породи насунувся на відстань бл. 40 км у північному напрямку на молодшу породу. Верхній пласт товщиною від 10 до 15 км з червонуватої породи веррукано (італ. Verrucano) має вік 250—300 мільйонів років (червоний лежень Пермського періоду). Молодший нижчий пласт з шаруватого флішу має вік лише 35-50 мільйонів років (Палеоген). Частково старіша порода насунулась також і на мезозойські пласти (Юрський, Крейдовий періоди). Через світлий розділяючий пласт з вапняку цей насув старішої на молодшу породу особливо добре видно.
Найкраще межу насуву можна спостерігати на гірському масиві Чінгельхорни між поселеннями Ельм та Флімс, а також біля так званого Lochsite у нижній частині долини Сернталь поблизу Сооля (Sool), легкодоступної ділянки поблизу дна долини. Точна копія останньої демонструється у Американському музеї природознавства в Нью-Йорку.

## Світова спадщина ЮНЕСКО
Гларнський насув та 32 850 га території довкола нього були включені до Світової спадщини ЮНЕСКО під назвою Швейцарська тектонічна арена Сардона у липні 2008 року. До загальної площі були включені сім гір-тритисячників, серед яких і гора Піц Сардона, яка дала назву арені, та Рінгельшпіц, а також гірський масив Піцоль. Арена охоплює переважно високогірний альпійський ландшафт на території 19 громад між Фордеррайнталь, Лінтталь та Валензее. З цих 19 громад 4 (Лаакс, Флімс, Трін, Тамінс) розташовані у кантоні Граубюнден, 6 (Пфеферс, Бад-Рагац, Вілтерс, Мельс, Флюмс, Квартен) — у кантоні Сенкт-Галлен та 9 (Ельм, Матт, Енгі, Сооль, Енненда, Молліс, Філцбах, Обстальден, Мюлерхорн) — у кантоні Гларус. Тектонічна арена Сардона є основою Геопарку Сардона.
Тектонічна арена Сардона була включена до Світової спадщини ЮНЕСКО з другої спроби: перша пропозиція була відкликана, а друга, після доопрацювання, була подана 2006 року Міжнародним союзом охорони природи, яка у березні 2008 року була розширена інформацією про значення території для розуміння процесів орогенезу та тектоніки плит. При включенні регіону до Світової спадщини, основний акцент ЮНЕСКО зробило на його науковому та освітньому значенні — через добру видимість пластів порід, процес орогенезу легко зрозумілий навіть для пересічної людини.

## Значення для теорії еволюції гір
Гларнський насув дозволив розуміння процесів орогенезу внаслідок насувів пластів породи.
Дослідження на Гларнському насуві 1809 року проводив швейцарський науковець Ганс Конрад Ешер фон дер Лінт і, коли побачив старішу породу поверх нової, за результатами вивчення поставив під сумнів поширену на той момент теорію горотворення шляхом т.зв. усадки Землі. Його син Арнольд Ешер фон дер Лінт, професор геології у Цюрихському університеті, був значно менш рішучий і не міг запропонувати тодішнім геологам настільки нову інтерпретацію історії горотворення, на відміну від відомого англійського геолога Родеріка Марчисона (англ. Roderick Murchison), який 1848 року побував у нього в гостях. Марчисон розглядав модель Ганса Ешера з урахуванням власних схожих спостережень у Шотландії. Однак, через вороже та глузливе ставлення тодішньої наукової спільноти до теорії його батька та з побоювань до аналогічної власної дискредитації, Арнольд Ешер надрукував 1866 року іншу теорію, якою пояснив стратифікацію «Гларнською подвійною складчастістю». За цією теорією на перевалі Фоопасс зустрілися одна з одною дві складчастості — з півночі та з півдня, і тому на зоні їх контакту утворилася багато разів викривлена флішова складка.
Незалежно від цього 1884 року французький геолог Марсель Александр Бертран зазначив насув як основну причину розташування пластів у Гларнських Альпах, але оскільки він вивчав Арденни і ніколи сам не був у Гларнських Альпах, то його проігнорували відомі на той час геологи- дослідники Альп (Хайм, Ротплетц). Насуви як пояснення старішої породи згори молодшої були також запропоновані 1883 року Арчібальдом Гайкі для пояснення схожої стратифікації у Шотландському високогір'ї. Швейцарський професор геології Альберт Хайм, який був наступником Арнольда Ешера на посаді в Цюріхському університеті, спочатку – наприклад у книзі 1891 року – був одним з основних пропагандистів теорії подвійної складчастості та у 1890-ті роки сильно посварився з Аугустом Ротплетцем, який визнав насуви головною моделлю для пояснення процесів у Альпах та інших горах світу, навіть якщо він потім через критику Хайма в ній і сумнівався. Насувна (покривна) теорія (нім. Deckentheorie) отримала підтримку після досліджень у західній Швейцарії, здійснених Гансом Шардтом (1893) та Морісом Люжоном. А 1902 року навіть Хайм визнав насувну теорію для Гларнського насуву у листі на Люжона, який останній оприлюднив.
Сьогодні виділяють також старшу фазу складчастості в інтерпретації послідовності шарів Гларнського насуву, на основі якої пізніше виник сам насув.

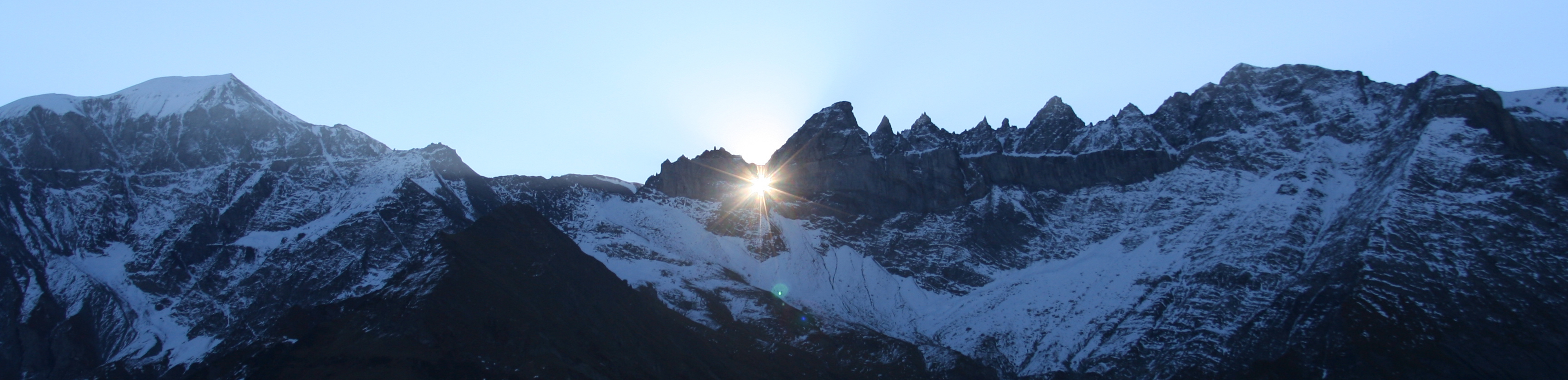
Насув на Чінгельхорнах з Мартінслох посередині, вид з Ельму. Зліва — Піц Сегнас, справа від вершин Чінгельхорнів — гора Офен.

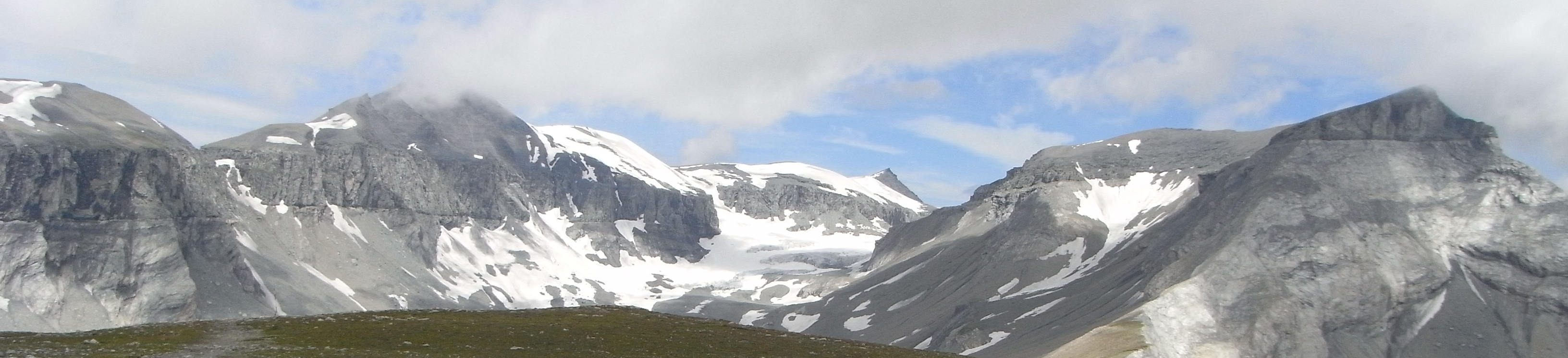
Насув (зліва направо) на горах Атлас, Піц Сегнас, та, зовсім справа, Піц Дольф. Ріг на задньому плані — Піц Сардона. Вид з Філ де Кассон